# De Stolpen
De Stolpen (dialectische uitspraak: De Stollepe en De Stallepe) is een plaats in de Nederlandse gemeente Schagen (provincie Noord-Holland). Het ligt aan het Noordhollandsch Kanaal en aan de N9, ten noordwesten van Schagen.

## Tracébesluit N9
In verband met een wijziging van het tracé van de N9 dreigde De Stolpen van de kaart te worden geveegd. De gemeenteraad van de toenmalige gemeente Zijpe stemde op 22 februari 2005 in met een ontwerp waarvoor alle woningen in De Stolpen gesloopt moesten worden. Rijkswaterstaat koos op het laatste moment voor een gewijzigde route waardoor de woningen konden worden gespaard. De gemeente vond echter dat dit plan niet voldeed aan de eisen van veiligheid, leefbaarheid en bereikbaarheid. Op 15 december 2006 stelde de minister van Verkeer en Waterstaat het Tracébesluit N9 Koedijk - De Stolpen 2006 (TBN9) vast. De N9 werd ter plaatse omgeleid zodat het gehucht gespaard kan blijven.